# Прудищи (Нижегородская область)
Прудищи — село в Спасском районе Нижегородской области. Входит в состав Вазьянского сельсовета.

## География
Село находится на берегу реки Урга.

### Часовой пояс
Село Прудищи, как и вся Нижегородская область, находится в часовой зоне МСК (московское время). Смещение применяемого времени относительно UTC составляет +3:00.

## Население
| 2002 | 2010 |
| ---- | ---- |
| 138  | ↘83  |

## Улицы
В селе имеются две улицы: Большая и Заовражная.

## Церковь Иоанна Предтечи
В селе расположена каменная церковь в честь Иоанна Предтечи, построенная в 1812 году. В 1917 году церковь была закрыта, а колокольня в советское время была частично разрушена. Первый после закрытия молебен состоялся 4 июля 2010 года, после которого верующие обошли храм крестным ходом. Помощь в восстановлении церкви оказывают прихожане Благовещенского мужского монастыря Нижнего Новгорода.